# Meningitis
Meningitis je vnetje ovojnic (mening) možganov in/ali hrbtenjače. Pogosto je vzrok infekcijski in je ena najpogostejših okužb osrednjega živčevja. Kadar vnetje zajame možganske ovojnice in možgansko tkivo hkrati, govorimo o meningoencefalitisu (kar je pravzaprav pravilnejši izraz, ker je pri vsakem meningitisu prisotno tudi manjše vnetje možganskega tkiva). Meningitis moramo razločevati od encefalitisa, to je vnetje samih možganov brez prizadetih mening in nastopi samo pri okužbi z virusom stekline.
Bolezen lahko prizadene katerokoli starostno skupino, pri čemer je specifika vzročnosti lahko različna. Tipični znaki in simptomi meningitisa vključujejo močno povišano telesno temperaturo, glavobol, otrdel vrat, neprijetne občutke ob močni svetlobi (fotofobijo) in bruhanje. Znaki meningitisa se lahko pojavijo v nekaj urah ali dneh (akutni meningitis) ali pa se razvijajo dalj časa (subakutni in kronični meningitis).
Najpogostejši obliki akutnega meningitisa sta akutni bakterijski meningitis in aseptični meningitis. Akutni bakterijski meningitis je huda bolezen, za katero je značilen gnojen likvor, hitro napredovanje in visoka smrtnost, če se ne zdravi pravilno. Aseptični meningitis je blažji in po navadi mine sam od sebe. Najpogosteje ga povzročajo virusi, lahko pa tudi nekatere bakterije, glive in paraziti, vzrok pa je lahko tudi neinfekcijski.

## Simptomi in znaki
Velikokrat se meningitis prične z neznačilnimi znaki, kot pri virusni okužbi. Klasična triada vročine, glavobola in otrdelega vratu se razvije v nekaj urah ali dneh. Pasivna fleksija vratu (izvede se tako, da bolniku nekdo drug poskuša brado potisniti ob prsni koš) je omejena ali onemogočena in boleča, medtem ko obračanje glave levo/desno (rotacija) in zvračanje glave nazaj (ekstenzija v vratu) tipično nista tako boleča. V hujših primerih lahko fleksija vratu povzroči tudi pokrčenje v kolku ali kolenu, čemur pravimo Brudzinskijev znak. Če se pri pasivnem iztegovanju kolena, medtem ko je kolk pokrčen, pojavi upor, pa je prisoten Kernigov znak. Otrdel vrat, Brudzinskijev in Kernigov znak so meningealni znaki (imenovani tudi meningizmus) in se pojavijo zato, ker premikanje živčnih korenin skozi vnete meninge povzroči draženje (z uporom in otrdelostjo pa se to premikanje in s tem draženje zmanjša ali prepreči).
Kljub temu da možgansko tkivo samo tipično ni zgodaj vpleteno pri meningitisu, se lahko razvijejo letargija (globokemu spanju podobno stanje), zmedenost, epileptični napadi in žariščni nevrološki znaki, predvsem pri nezdravljenem bakterijskem meningitisu.

## Diagnoza in zdravljenje
Akutni meningitis predstavlja urgentno stanje, ki ga je treba hitro diagnosticirati in zdraviti. Odvzame se kri za kulture (ki pokažejo prisotnost bakterij) ter se opravi lumbalna punkcija za odvzem likvorja. V likvorju se določa prisotnost bakterij (barvanje po Gramu, rast na gojiščih), število in vrsto celic ter koncentracijo glukoze in beljakovin. Te teste je treba opraviti čim prej.
Če pa so prisotni žariščni nevrološki znaki (žariščni izpadi, edem papile vidnega živca, zmanjševanje zavesti, epileptični napadi ...) je treba pred lumbalno punkcijo opraviti slikovno diagnostiko, kot je CT. Če je v možganih prisotna določena sprememba (tumor, ognojek ...), ki zavzema prostor in viša tlak znotraj lobanje, lahko namreč pri lumbalni punkciji zaradi razlike v tlakih pride do premika (herniacije) možganov in s tem do njihove poškodbe.
Pri postavitvi diagnoze pomagajo izvidi preiskav likvorja. Prisotnost bakterij je diagnostična za bakterijski meningitis. Barvanje po Gramu je pozitivno pri približno 80 % primerov bakterijskega meningitisa in po navadi tudi loči med različnimi bakterijami. Povečano število limfocitov (limfocitoza) in odsotnost bakterij pa nakazuje na aseptični meningitis ali na delno zdravljen bakterijski meningitis.
Če je bolnik videti zelo bolan in ima znake meningitisa, se dajo antibiotiki takoj po odvzemu krvi. Če pa bolnik ne izgleda zelo prizadet in je diagnoza manj zanesljiva, se počaka na izvide preiskav likvorja.

## Bakterijski meningitis
Bakterijski meningitis povzročajo bakterije, predvsem Neisseria meningitidis, imenovana tudi meningokok, Haemophilus influenzae in Streptococcus pneumoniae ali pnevmokok. Meningokokni meningitis povzroča meningokok, ki ga razvrščamo v več skupin (v Sloveniji sta najpogostejši B in C). Te bakterije so navzoče tudi v organizmih imunsko odpornih ljudi, ki zaradi njih ne obolevajo. Bakterije se sicer prenašajo kapljično preko zraka (govorjenje, kihanje ...), neposredno ali posredno. Največkrat za meningokoknim meningitisom v hladnih mesecih obolijo otroci in mladostniki v starosti od 5 do 15 let. Inkubacijska doba traja od 2 do 7 dni, v tem času se meningokoki naselijo na možganskih ovojnicah, na katerih povzročajo gnojno vnetje. Osebe, ki so v stiku z obolelim, morajo preventivno uživati antibiotik ciprofloksacin.

## Klopni meningitis
Klopni meningitis oz. meningoencefalitis (kratica KME) je virusno vnetje možganskih ovojnic, ki se pojavi 2 do 3 tedne po ugrizu okuženega klopa. V Sloveniji je najbolj razširjena vrsta klopa Ixodes ricinus, katerega ugriz lahko povzroči predvsem dve bolezni: meningoencefalitis in Lymsko boreliozo, ni pa nujno, saj vsak klop ni okužen. (Poleg klopov so prenašalci lahko tudi nimfe in larve). Habitat klopov je v travi, v grmovju (predvsem leska) in v podrasti vlažnih mešanih gozdov, aktivni pa so od pomladi do jeseni. V Sloveniji so naravna žarišča okuženosti, kjer je ob ugrizu klopov večje tveganje okužbe (obolijo lahko tako ljudje kot živali). Začetni znaki bolezni se zato pokažejo v letnem obdobju, povprečno letno število obolelih pa niha med 70 in 330.
Bolezenski znaki virusnega meningitisa nastopijo v dveh fazah:
1. v obdobju od 1 do 8 dni nastopijo glavoboli, povišana telesna temepratura, bolečine v trebuhu in mišicah, driska ali bruhanje. Potem nastopi od 1 do 20 dni dolg prosti interval, v katerem bolnik ne občuti nikakršnih bolezenskih simptomov;
2. faza bolezni je prepoznavna po konstantno visoki temperaturi, glavobolu, lahko tudi nezavesti, kar so znaki prizadetosti možganskih ovojnic ali celo možganov. Pri odraslih je smrtnost približno 1−2%. Bolezen lahko zapusti trajne posledice v obliki glavobolov, motenj koncentracije in preobčutljivosti na sončenje.

Obolenje za meningitisom ugotovimo in potrdimo s preiskavo možganske tekočine, v kateri so značilne spremembe. Edina terapija zoper to bolezen je počitek, antipiretiki in analgetiki. Povišano telesno temperaturo znižujemo tudi z infuzijami. Pred boleznijo se lahko zavarujemo s cepljenjem, ki sestoji iz treh odmerkov; drugi odmerek prvemu sledi čez 14 dni do 3 mesece, tretji pa sledi drugemu čez 6 do 12 mesecev. Učinek cepljenja obnovimo prvič po treh letih, za tem pa vsakih 5 let z enkratnim odmerkom cepiva.